# Philippe Hériat

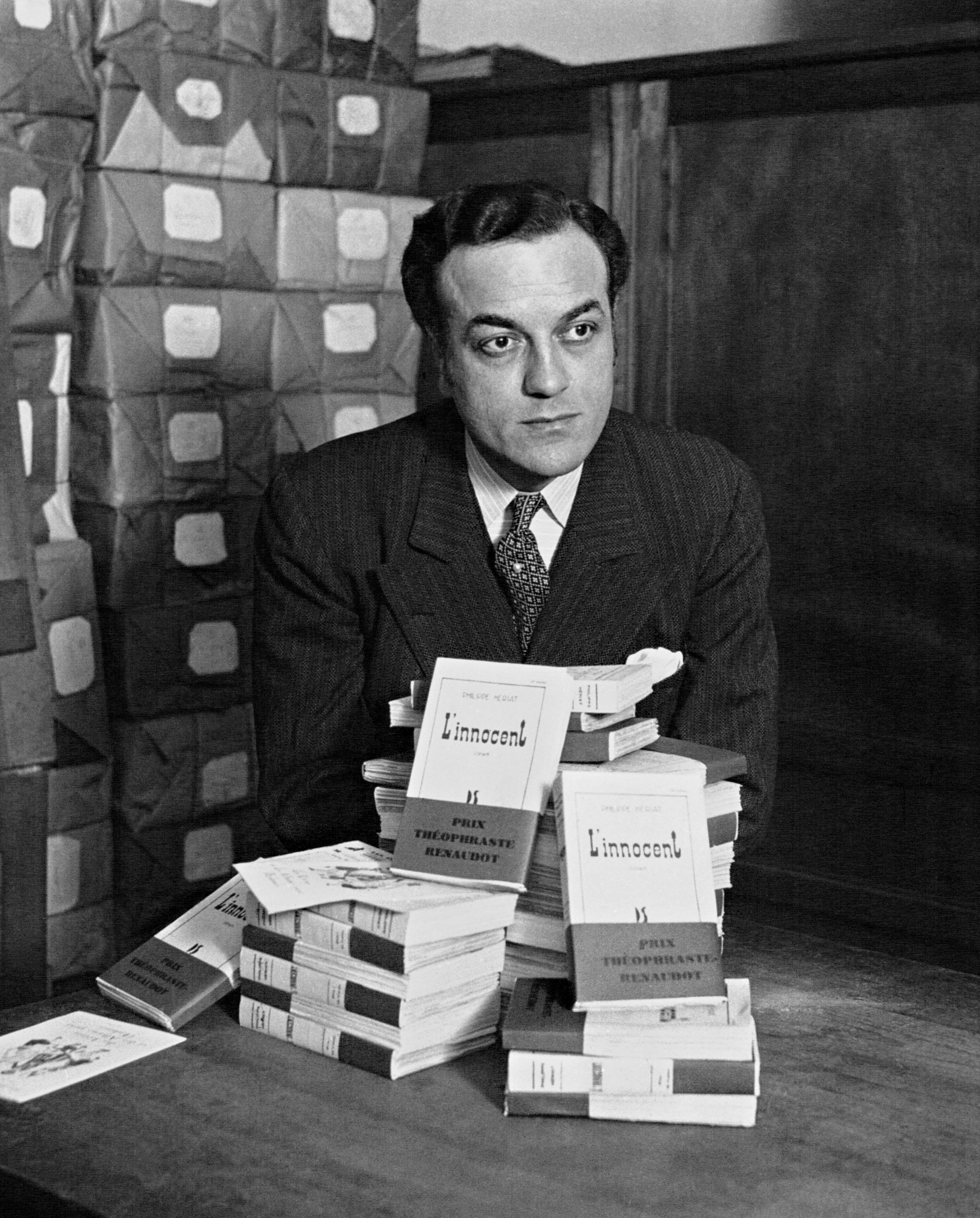
Philippe Hériat 1931

Philippe Hériat (* als Raymond Gérard Payelle, 15. September 1898 in Paris; † 10. Oktober 1971 ebenda) war ein französischer Schriftsteller und Schauspieler.
Hériat stammte aus einer Familie hoher Beamter und diente im Ersten Weltkrieg. Er war Assistent des Filmregisseurs René Clair und hatte ab 1920 verschiedene Rollen in Stummfilmen, so in Filmen von Marcel L’Herbier, 1924 in dem Historienfilm Le Miracle des loups (Das Wunder der Wölfe) von Raymond Bernard und 1927 in Napoléon von Abel Gance. Er spielte auch Theater und schrieb 1949 das Drehbuch für Le Secret de Mayerling mit dessen Regisseur Jean Delannoy.
1939 erhielt er für Les enfants gâtés den Prix Goncourt. Er ist Teil eines Romanzyklus über die Familie Boussardel vom Zweiten Kaiserreich bis in die 1950er Jahre.  Ein weiterer Teil des Zyklus (Famille Boussardel, 1946) erhielt den Grand Prix du Roman der Académie française. Weitere Teile waren Les Grilles d'or und Le Temps d'aimer (1968). Sie wurde 1972 in einer Fernsehserie verfilmt. Für seinen Debütroman L'innocent erhielt er den Prix Renaudot. Er war lange der einzige Autor, der sowohl den Prix Goncourt als auch den Prix Renaudot erhielt (später kam François Weyergans hinzu).
Ab 1947 veröffentlichte er auch Theaterstücke.
1949 bis 1971 war er Mitglied der Académie Goncourt.

## Werke (Auswahl)
- L'innocent 1931
- Les enfants gâtés 1939
  - Deutsche Übersetzung: Agnes Boussardel, Hamburg: Krüger, 1946, 1953
- Das Geheimnis von Mayerling, Bern: Scherz 1950 (Le Secret de Mayerling 1949)
- Famille Boussardel, 1944 (der erste Teil der Familiensaga)
  - Deutsche Ausgabe: Familie Boussardel, Hamburg: Krüger 1950
- Les Grilles d'or, 1961 (Teil 3 der Familiensaga)
- Le Temps d'aimer, 1968, (Teil 4 der Familiensaga)

## Filmografie (Auswahl)
- 1920: L’Homme du large – Ein Mann der See
- 1921: El Dorado
- 1924: Die Unmenschliche
- 1925: Die zwei Leben des Mathias Pascal
- 1926: Nichts als die Zeit
- 1927: Napoleon
- 1929: Napoleon auf St. Helena